# Colonie d'artistes de la rue Százados

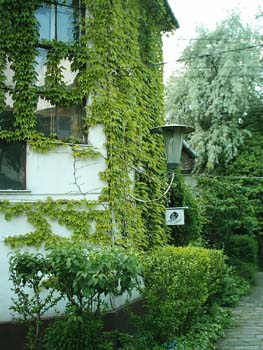
Colonie d'artistes de la rue Százados à Budapest.

La colonie d'artistes de la rue Százados (en hongrois : Százados úti művésztelep) de Budapest en Hongrie, est l'une des plus anciennes colonies d'artistes d'Europe encore en activité. Lancée en 1909, sa construction s'achève en 1910 et les premiers artistes s'y installent en 1911. Selon un plan de Sándor Wossala, la colonie se structure en quinze maisons de plain-pied, abritant 28 ateliers. Alors que la zone se situe à ce moment-là sur un terrain isolé en bordure de la ville, le secteur de Százados accueille rapidement un lotissement résidentiel et surtout la grande usine de pain de la capitale. Ancienne partie de Kőbánya, le quartier fait désormais partie du 8e arrondissement de Budapest.
Contrairement à de nombreuses colonies d'artistes, celle-ci ne constitue pas le lieu d'une école particulière. Les artistes, dont les champs d'application vont des beaux-arts aux arts appliqués, travaillant de façon assez individuelle. Ils organisent cependant régulièrement des expositions communes pour valoriser les productions de la colonie. 